# Pristina
Pristina (em sérvio: Приштина; romaniz.: Priština; em albanês Prishtinë ou Prishtina) é a capital e maior cidade da República do Kosovo, sendo de jure parte da Sérvia e capital da Província Autônoma de Kosovo e Metóquia. É o centro administrativo do conselho (ou município) e distrito homónimos.
Estima-se que a actual população da cidade se situe entre os 500 000 e 600 000 habitantes. A cidade tem uma maioria populacional albanesa, ao lado de outras comunidades menores que incluem turcos, sérvios, bósnios, ciganos e outros. O governo interino do território e a United Nations Interim Administration Mission in Kosovo (UNMIK) têm os seus quarteis-generais na cidade. É o centro administrativo, educacional e cultural do Kosovo. A cidade é lar da Universidade de Pristina e tem um aeroporto internacional, o Aeroporto Internacional de Pristina, com o código IATA de aeroportos de "PRN" e código ICAO "BKPR" (antigo "LYPR").

## Nome
O nome da cidade é derivado de uma forma eslava *Prišьčь, um adjetivo possessivo do nome pessoal *Prišьkъ, (preservado no sobrenome Kajkavian "Prišek", no nome pessoal "Przyszek" no polonês antigo e no sobrenome polonês "Przyszek") e do sufixo derivacional -ina 'pertencente ao X e sua família'. O nome é provavelmente um patronímico do nome pessoal *Prišь, preservado como sobrenome no polonês Przysz e no sorábio Pris, um hipocorístico do nome pessoal eslavo Pribyslavъ. A etimologia popular liga o nome Priština com o servo-croata prišt (пришт), que significa "úlcera" ou "tumor", referindo-se à sua 'ebulição'. No entanto, esta explicação não pode ser correta, visto que nomes de locais eslavos terminados em -ina, correspondentes a um adjetivo e/ou nome de um morador sem este sufixo, são formados a partir de nomes pessoais ou designam uma pessoa e nunca derivam, sob estas condições, de substantivos comuns (SNOJ 2007: loc. cit.). Os habitantes desta cidade são chamados Prishtinali ou Prishtinas em albanês; no sérvio padrão são chamados Prištinci (Приштинци) ou Prištevci (Приштевци) no dialeto local.

## História
Na época do Império Romano, uma grande cidade chamada Ulpiana existiu 15 quilômetros ao sul da atual Pristina. Apesar da cidade ter sido destruída, foi restaurada pelo imperador Justiniano I e atualmente a cidade de Lipljan ocupa seu lugar, onde ruínas da antiga cidade ainda podem ser vistas.
Após a queda de Roma, Pristina cresceu a partir das ruínas da antiga cidade romana. A cidade estava localizada em um entroncamento de estradas que conduzia para todas as direções por todo os Balcãs. Por este motivo Pristina transformou-se num importante centro comercial localizado nas principais rotas de comércio de todo o sudeste da Europa.
Pristina passou a ser de grande importância para o estado medieval sérvio, e serviu como a capital do rei Milutino (1282–1321) e outros governantes sérvios das dinastias Nemânica e Branković até a Batalha do Kosovo, em 1389, quando uma invasão do exército otomano derrotou decisivamente o exército de coalizão dos Balcãs. Nas décadas seguintes a região passou gradualmente para o controle otomano, havia um tribunal otomano em Pristina em 1423. Toda a Sérvia foi posteriormente conquistada pelo Império Otomano em 1459.
Pjeter Bogdani, o escritor mais original da literatura primitiva em albanês, viveu e trabalhou em Kosovo. Após retornar aos Balcãs em março de 1686 e dedicar os anos seguintes fomentando a resistência aos exércitos do Império Otomano, em especial no Kosovo, Pristina foi brevemente liberada por ele com a ajuda dos austríacos. Ele publicou o livro Cuneus Profetarum (em albanês: Ceta e Profeteve aproximadamente Vangrada dos profetas) em 1685.

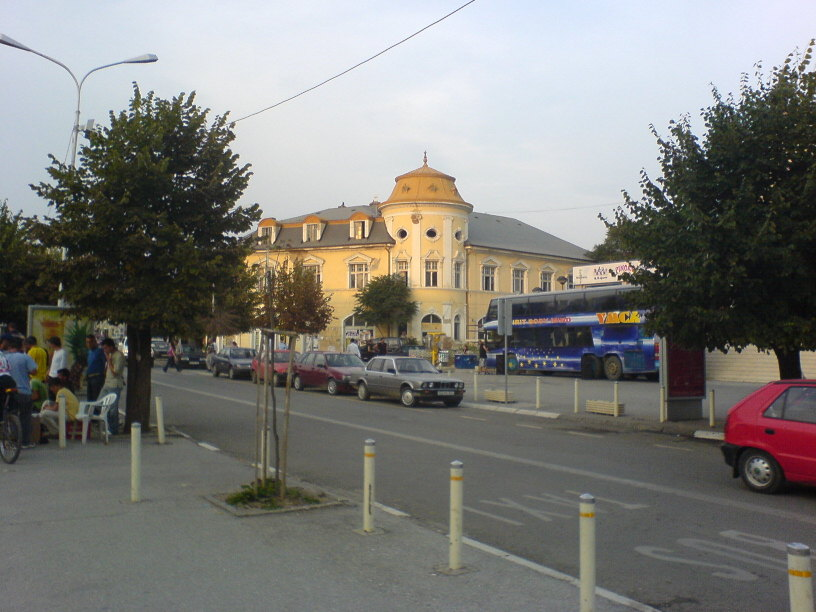
Boulevard Madre Teresa.

Durante o Império Otomano, Pristina tornou-se cada vez mais otomana devido a conversão ao Islamismo de muitos de seus habitantes, tantos albaneses quando eslavos.
A partir da década de 1870 em diante, os albaneses da região formaram a Liga de Prizren para resistir ao domínio otomano, e um governo provisório foi formado em 1881. Em 1912, Pristina, juntamente com o resto do Kosovo, foi brevemente incluída no novo estado independente da Albânia. Porém, no ano seguinte, as grandes potências forçaram a Albânia a ceder a região ao Reino da Sérvia. Em 1918, Kosovo tornou-se parte do recém-formado Reino dos Sérvios, Croatas e Eslovenos, a Iugoslávia, embora sem a autonomia que a região mais tarde viria a obter.
Antes da Segunda Guerra Mundial, Pristina foi uma cidade etnicamente mista com grandes comunidades de albaneses e sérvios. Muitos albaneses foram deportados para a Turquia como consequência do programa de limpeza étnica aplicado pelos sérvios. Albaneses muçulmanos foram identificados como turcos e, por isso, violentamente expulsos das casas dos seus antepassados. Os albaneses foram enviados à Turquia, onde foram forçados a aceitar novos nomes turcos e se estabelecer nas províncias turcas anteriormente habitadas por gregos e armênios.

### Guerras balcânicas
Depois que o exército sérvio tomou a cidade de Pristina em outubro de 1912, a retaliação contra a população civil foi cruel. Relatos apontam que logo após adentrar a cidade, o exército sérvio começou a "caçar" os albaneses, promovendo a matança e literalmente "dizimando" a população de Pristina.

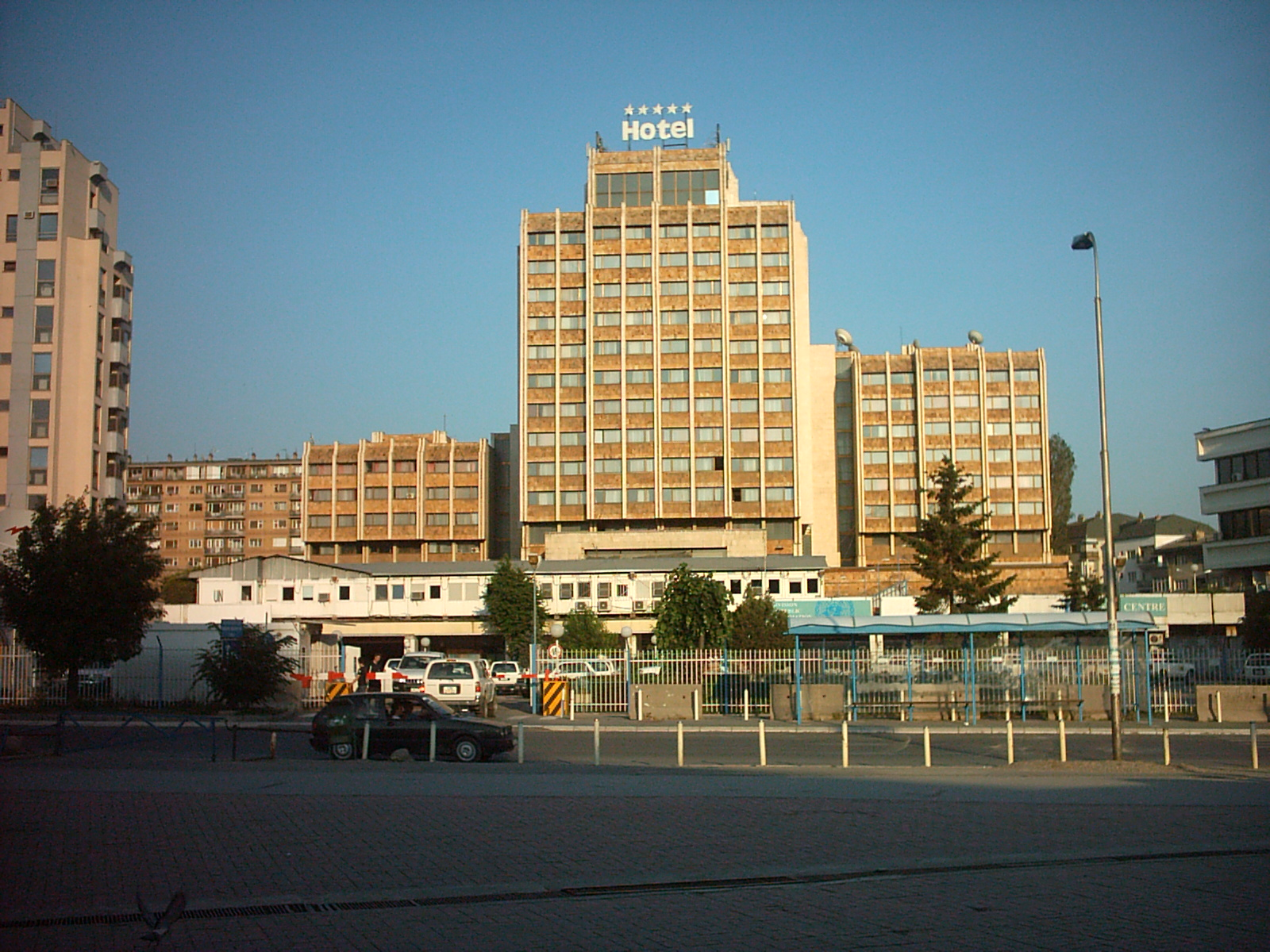
Grand Hotel.

O número de albaneses de Pristina mortos no início do governo sérvio é estimado em 5 000.

### Segunda Guerra mundial
A Segunda Guerra Mundial apresentou o declínio da comunidade sérvia de Pristina, bem como um estabelecimento em larga escala de albaneses na cidade. Entre 1941 e 1945, Pristina foi incorporada à Grande Albânia ocupada pela Itália.

### Após a segunda guerra mundial

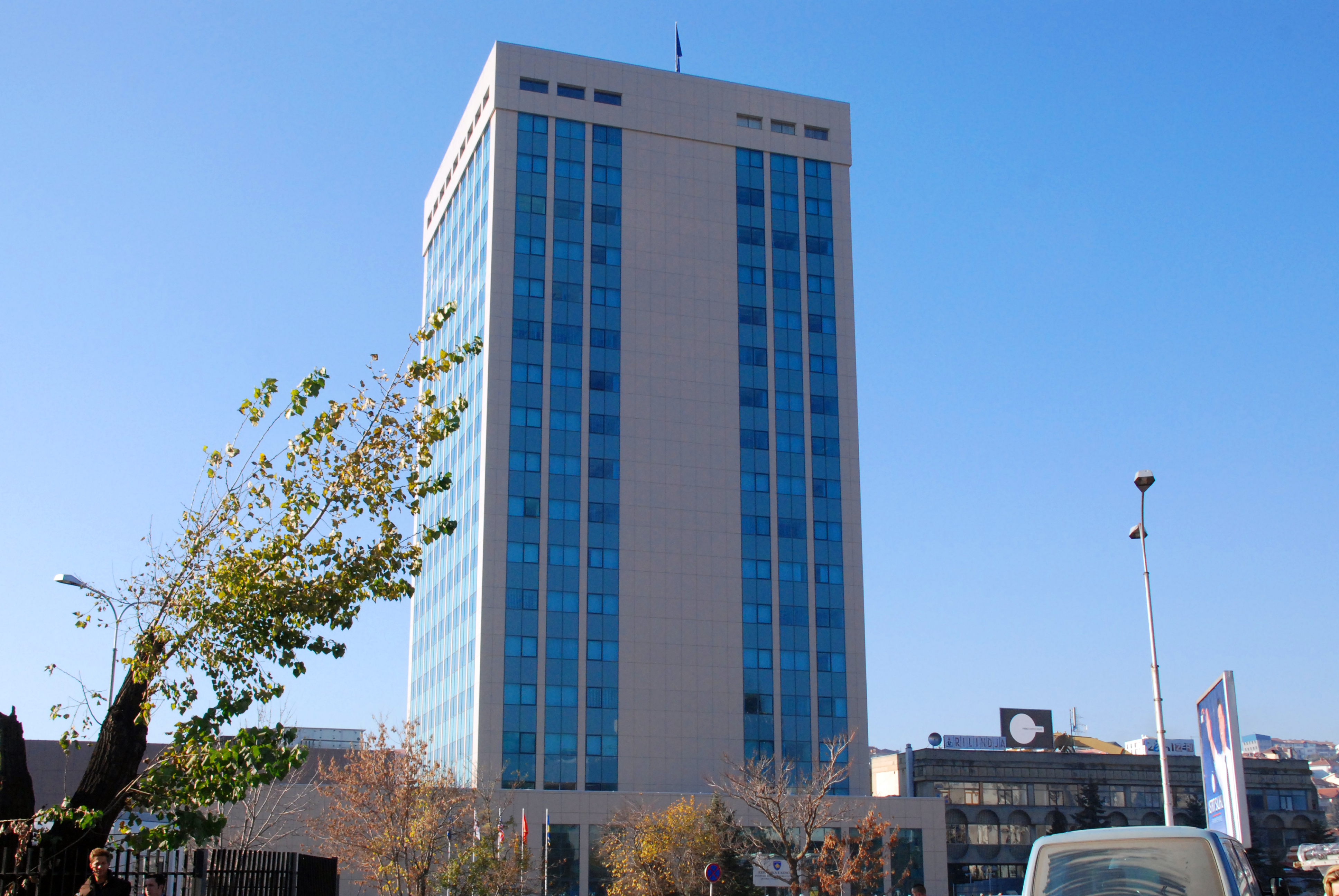
Prédio do antigo jornal 'Rilindja', um dos mais altos de Pristina.

Em 1946, Pristina tornou-se a capital da Região Autônoma Socialista de Kosovo. Entre 1953 e 1999, a população aumentou de cerca de 24 000 para mais de 300 000 habitantes. Todas as comunidades nacionais da cidade aumentaram durante este período, mas o maior aumento foi entre os albaneses, com um grande número deles mudando das regiões de montanhas para se instalar na cidade. A população albanesa aumentou de cerca de 9 000 em 1953 para quase 76 000 em 1981. A população sérvia e montenegrina também aumentou, mas os números foram bem mais modestos, de pouco menos de 8 000 em 1953 para cerca de 21 000 em 1981. No início da década de 1980, os albaneses representavam mais de 70% da população da cidade.
Embora Kosovo estivesse sob o comando dos locais albaneses do Partido Comunista, o declínio econômico e a instabilidade política no final da década de 1960 e no início da década de 1980, levou a deflagração de agitações nacionalistas. Em novembro de 1968, manifestações e distúrbios estudantis em Belgrado se estenderam para Pristina, mas foram contidas pelas forças de segurança iugoslavas. Algumas das reivindicações dos estudantes, no entanto, foram cumpridas pelo governo de Tito, incluindo o estabelecimento, em 1970, da Universidade de Pristina como uma instituição independente. Isto pôs fim a um longo período onde a instituição era administrada como um posto avançado da Universidade de Belgrado, o que deu um grande impulso para o ensino da língua albanesa e cultura em Kosovo. Também foi permitido aos albaneses utilizar a bandeira albanesa.
Em março de 1981, estudantes da Universidade de Pristina se revoltaram pela pobre alimentação servida na cantina da universidade. Essa disputa aparentemente banal rapidamente se espalhou por todo o Kosovo e tomou a proporções de uma revolta nacional, com grandes manifestações populares em Pristina e em outras cidades de Kosovo. A presidência comunista da Iugoslávia reprimiu os distúrbios enviando a policia e o exército e proclamando estado de emergência, com várias pessoas sendo mortas em confrontos e milhares sendo presas ou punidas posteriormente.

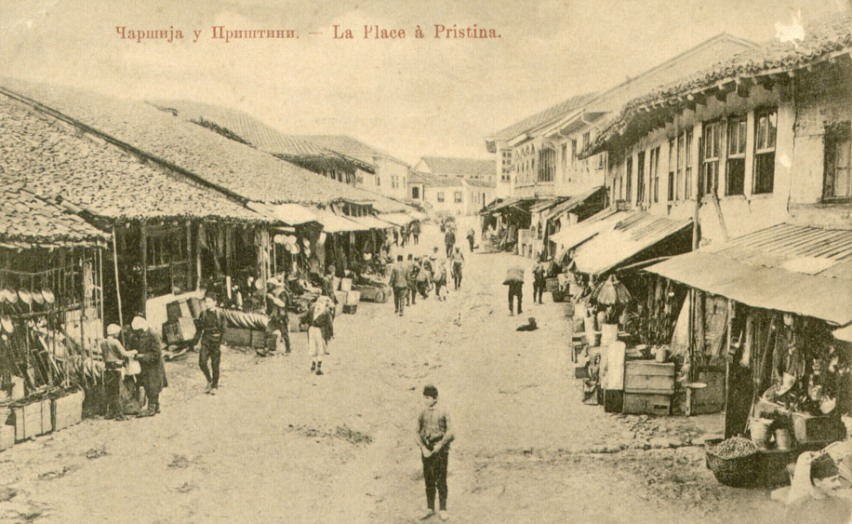
Pristina, final do século XIX ou início século XX.

### Guerra do Kosovo até os dias atuais
Após a redução da autonomia do Kosovo pelo presidente sérvio Slobodan Milošević em 1989, um regime repressivo foi duramente imposto em todo o Kosovo pelo governo sérvio com os albaneses em grande parte sendo expurgados das indústrias e instituições estatais. A Universidade de Pristina foi vista como um celeiro do nacionalismo albanês e foi prontamente punida: 800 professores foram demitidos e 22 500 dos 23 000 alunos expulsos. Em resposta, os albaneses do Kosovo estabeleceram um "governo paralelo" sob a autoridade da Liga Democrática do Kosovo (LDK), liderada pelo escritor Ibrahim Rugova. Embora a cidade fosse formalmente controlada pelos sérvios nomeados pelo governo de Milosevic, a LDK estabeleceu estruturas paralelas, financiadas por contribuições privadas, para fornecer serviços gratuitos, como saúde e educação, que foram amplamente negados à população albanesa.
O papel desempenhado pelo LDK na cidade significou que quando o Exército de Libertação do Kosovo começou a atacar as forças sérvias e iugoslavas a partir de 1996, Pristina manteve-se amplamente calma até a eclosão da Guerra do Kosovo em março de 1999. A cidade foi colocada sob estado de emergência no final de março e grandes áreas foram fechadas. Após a OTAN iniciar os ataques aéreos contra a Iugoslávia em 24 de março de 1999, eclodiu a violência generalizada em Pristina. As forças sérvias e iugoslavas bombardearam vários distritos e, em conjunto com paramilitares, conduziram expulsões em larga escala dos albaneses étnicos, acompanhadas por saques e destruição de propriedades albanesas. Muitas das pessoas expulsas foram direcionadas para trens, aparentemente trazidos para a estação principal de Pristina com o propósito de deportá-las para a fronteira com a Macedônia do Norte, onde foram forçadas ao exílio. O Departamento de Estado dos Estados Unidos estimou em maio de 1999 que entre 100 000 e 120 000 pessoas haviam sido expulsas de Pristina pelas forças do governo e paramilitares.
Vários alvos estratégicos em Pristina foram atacados pela OTAN durante a guerra, mas os danos físicos parecem ter ficados restritos a alguns bairro específico bombardeados pelas forças de segurança iugoslavas. No final da guerra, a maioria dos 40 000 sérvios da cidade fugiram. Os poucos que permaneceram foram vítimas de perseguição e violência por vingança pelas gangues albanesas, isto reduziu ainda mais a população de sérvia de Pristina. Outros grupos nacionais acusados pelos albaneses de colaboração com o esforço de guerra sérvio, mais especificamente os ciganos também foram expulsos. Segundo o Alto Comissariado das Nações Unidas para os Refugiados, em agosto de 1999 menos de 2 000 sérvios foram permitidos ficar na cidade. O número supostamente caiu ainda mais após os tumultos de março de 2004 no Kosovo. No início de 2008, ano da declaração de independência do Kosovo, apenas algumas dezenas de sérvios permaneceram em Pristina, a maioria dos quais eram pessoas idosas. A partir de 2009, não existiam mais sérvios em Pristina.

## Geografia

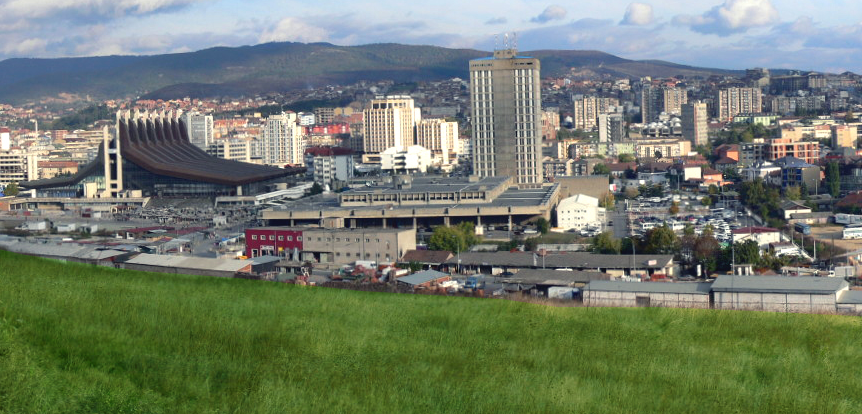
Vista da cidade.

A cidade de Pristina está localizada nas coordenadas geográficas 42° 40' 0" norte e 21° 10' 0" leste. Está localizada no nordeste do Kosovo e no oeste do município de Pristina, próximo aos Montes Goljak. De Pristina há uma boa vista dos Montes Šar que se localizam a vários quilômetros de distância no sul de Kossovo. Pristina está localizado perto de duas grandes cidades, Obilić e Kossovo Poliê (Kosovo Polje). Na realidade Pristina cresceu tanto nos últimos anos que se uniu a Kossovo Poliê. O Lago Badovac está localizado apenas a poucos quilômetros ao sul da cidade.
Não há nenhum rio que corta a cidade de Pristina atualmente, mas havia um que cortava o centro. O rio corre através de túneis subterrâneos e sai para a superfície quando atravessa a cidade. A razão para cobrir o rio foi porque ele passava pelo mercado local e todos despejavam seus lixos nele. Isto causava um cheiro terrível e por isso o rio teve que ser coberto. O rio atualmente corre apenas pelos subúrbios no norte e no sul de Pristina.

### Limites
O município de Pristina possui 572 km² e faz divisa com os municípios de:
- Podujevë/Podujevo ao norte;
- Kamenicë/Kosovska Kamenica a leste;
- Kastriot/Obilić a noroeste;
- Fushë Kosovë/Kosovo Polje a oeste;
- Lipjan/Lipljan e Novobërdë/Novo Brdo ao sul;
- Gjilan/Gnjilane a sudeste;
- Medveđa, na República da Sérvia, a nordeste.

### Clima
| Dados climatológicos para Pristina | Dados climatológicos para Pristina | Dados climatológicos para Pristina | Dados climatológicos para Pristina | Dados climatológicos para Pristina | Dados climatológicos para Pristina | Dados climatológicos para Pristina | Dados climatológicos para Pristina | Dados climatológicos para Pristina | Dados climatológicos para Pristina | Dados climatológicos para Pristina | Dados climatológicos para Pristina | Dados climatológicos para Pristina | Dados climatológicos para Pristina |
| Mês                                | Jan                                | Fev                                | Mar                                | Abr                                | Mai                                | Jun                                | Jul                                | Ago                                | Set                                | Out                                | Nov                                | Dez                                | Ano                                |
| ---------------------------------- | ---------------------------------- | ---------------------------------- | ---------------------------------- | ---------------------------------- | ---------------------------------- | ---------------------------------- | ---------------------------------- | ---------------------------------- | ---------------------------------- | ---------------------------------- | ---------------------------------- | ---------------------------------- | ---------------------------------- |
| Temperatura máxima recorde (°C)    | 16                                 | 20                                 | 24                                 | 26                                 | 30                                 | 39                                 | 38                                 | 36                                 | 33                                 | 31                                 | 22                                 | 16                                 | 39                                 |
| Temperatura máxima média (°C)      | 2                                  | 4                                  | 10                                 | 14                                 | 19                                 | 23                                 | 26                                 | 26                                 | 22                                 | 16                                 | 8                                  | 3                                  | 14                                 |
| Temperatura mínima média (°C)      | −4                                 | −2                                 | 2                                  | 6                                  | 11                                 | 13                                 | 15                                 | 14                                 | 11                                 | 7                                  | 1                                  | −2                                 | 6                                  |
| Temperatura mínima recorde (°C)    | −22                                | −22                                | −12                                | −3                                 | 1                                  | 5                                  | 6                                  | 6                                  | −3                                 | −7                                 | −17                                | −18                                | −22                                |
| Precipitação (mm)                  | 31                                 | 37,3                               | 38,1                               | 42,9                               | 33,8                               | 28,2                               | 31,8                               | 27,7                               | 46,7                               | 42,4                               | 53,6                               | 36,6                               | 450,1                              |
| Fonte: 14 de março de 2010         |                                    |                                    |                                    |                                    |                                    |                                    |                                    |                                    |                                    |                                    |                                    |                                    |                                    |

## Esporte

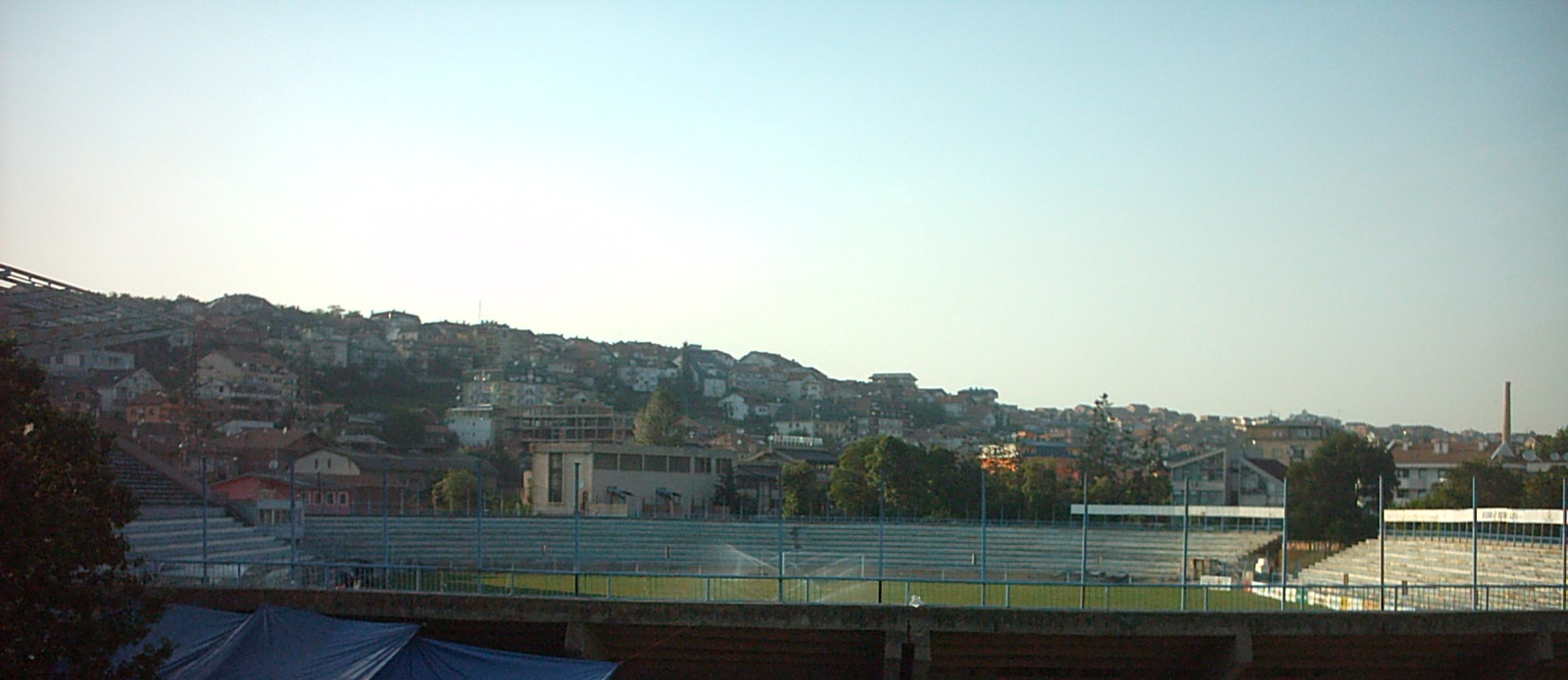
Estádio de futebol da cidade (Stadiumi i Qytetit).

O basquetebol tem sido, desde 2000, um dos esportes mais populares em Pristina. Neste esporte Pristina é representado por duas equipes. O futebol é também bastante popular, o KF Prishtina manda seus jogos no estádio da cidade.
O handebol é bastante popular. Os representantes de Pristina são reconhecidos internacionalmente e disputam partidas internacionais.

## Economia
Uma vasta gama de atividades econômicas estão presentes em Pristina, incluindo a construção civil, agricultura, comunicação, comércio e indústria hoteleira. A área do vilarejo de Caglavica (Çagllavicë) tem vivenciado um considerável aumento nas atividades de negócios. Muitos esforços têm sido aplicados para promover o micro-crédito para um maior crescimento econômico.
O número de empresas registradas em Pristina é atualmente de 8 725, com um total de 75 089 empregados. O número exato de empresas é desconhecido devido ao fato de que nem todas as empresas da cidade são registradas ou possuam atividade legalizada. Desde a Declaração de Independência do Kosovo, em 2008, a prefeitura de Pristina realizou a construção de inúmeras estradas na cidade. A prefeitura também possui planos de construir um anel viário em torno da cidade. O governo federal está tomando parte na modernização das estradas, bem como, a construção de auto-estradas para Uroševac e outras cidades próximas à capital. Um milionário albanês está construindo o maior edifício na região dos Balcãs. Até 262 metros de altura e com uma capacidade para abrigar 20 000 pessoas. O custo deste é de 400 milhões de euros. No andar de número 38, haverá um restaurante com vista para toda a cidade.

## Governo

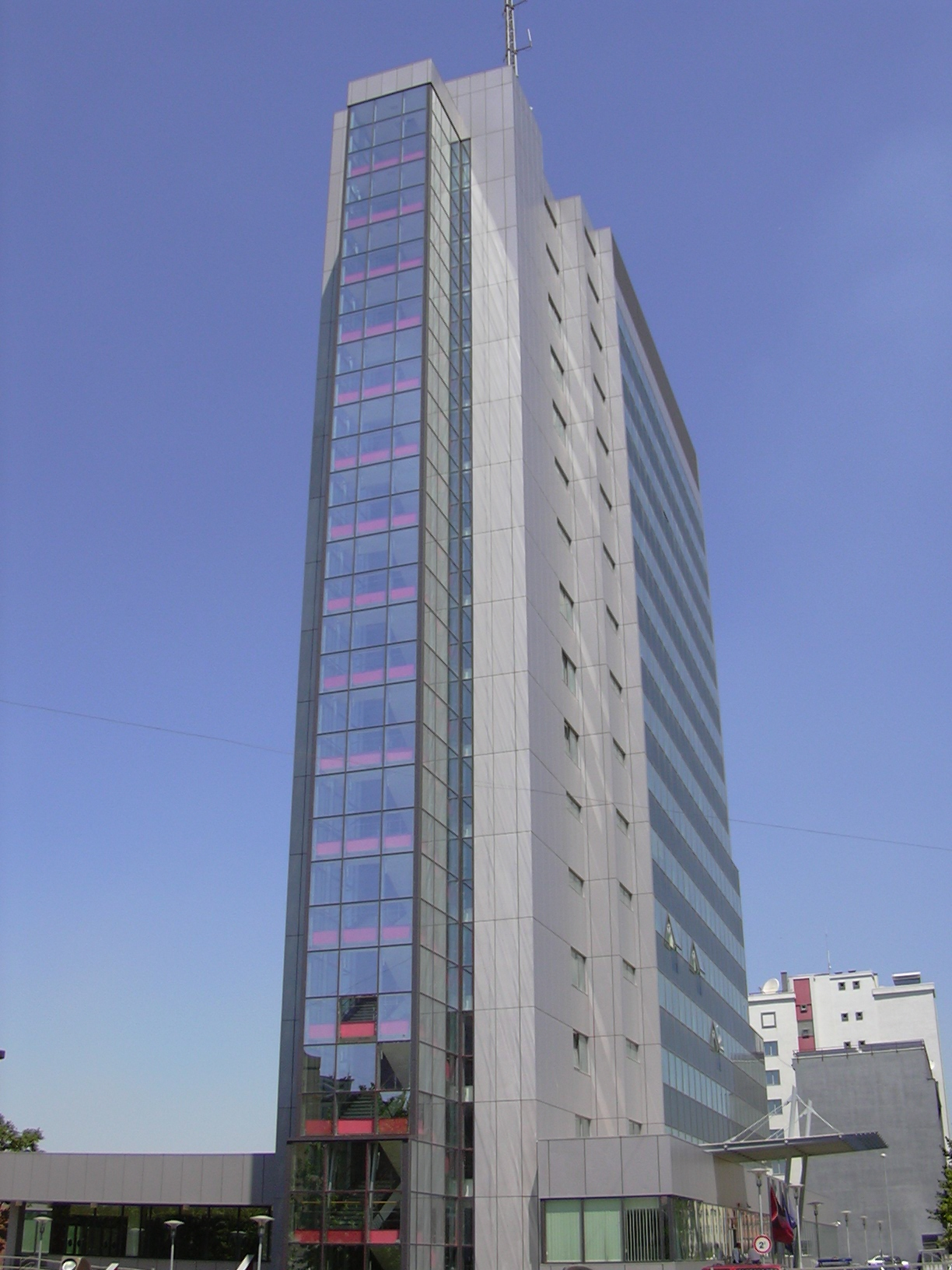
Prédio Central do Governo Kosovar (antes um banco, danificado na guerra de 1999, hoje totalmente reformado).

### Legislativo
A assembleia municipal é composta por 51 membros eleitos em 2013 nas eleições municipais. Existe apenas um membro turco que representa as comunidades minoritárias na assembleia.
| Membros da assembleia municipal por partido (em 2013): | Membros da assembleia municipal por partido (em 2013): | Membros da assembleia municipal por partido (em 2013): |
| Sigla                                                  | Partido                                                | Membros                                                |
| ------------------------------------------------------ | ------------------------------------------------------ | ------------------------------------------------------ |
| LDK                                                    | Liga Democrática do Kosovo (direita)                   | 18                                                     |
| VV!                                                    | Vetëvendosje (esquerda)                                | 10                                                     |
| PDK                                                    | Partido Democrático do Kosovo (centro)                 | 8                                                      |
| AKR                                                    | Nova Aliança no Kosovo (centro)                        | 4                                                      |
| AAK                                                    | Aliança pelo Futuro do Kosovo (centro-direita)         | 4                                                      |
| LB                                                     | Movimento para a Unidade do Kosovo (minoritário)       | 2                                                      |
| PD                                                     | Partido da Justiça (minoritário)                       | 2                                                      |
| PD                                                     | Partido Forte (minoritário)                            | 1                                                      |
| GISRPSKA                                               | G.I.S.R.P.S.K.A (minoritário)                          | 1                                                      |
| KDTP                                                   | Partido Turco Democrático do Kosovo (minoritário)      | 1                                                      |

### Executivo
A estrutura da administração municipal é constituída por um prefeito de um conselho de diretores. O prefeito, Shpend Ahmeti do partido de esquerda Vëtevendosje foi eleito diretamente pelos eleitores de Pristina nas eleições de 2013. Seu adversário nesta eleição era do partido de direita LDK.

### Judiciário
Pristina possui um tribunal municipal (23 juízes) com um escritório de promotoria municipal de (5 promotores) e um tribunal de pequenas causas (14 juízes).
Além dessas instituições municipais, o município abriga um Tribunal Distrital (12 juízes), com um escritório de promotoria distrital (4 promotores), bem como o Supremo Tribunal de Kossovo, o Escritório de Promotoria de Kosovo, o Tribunal Superior de Pequenas Causas e o Tribunal de Comércio.

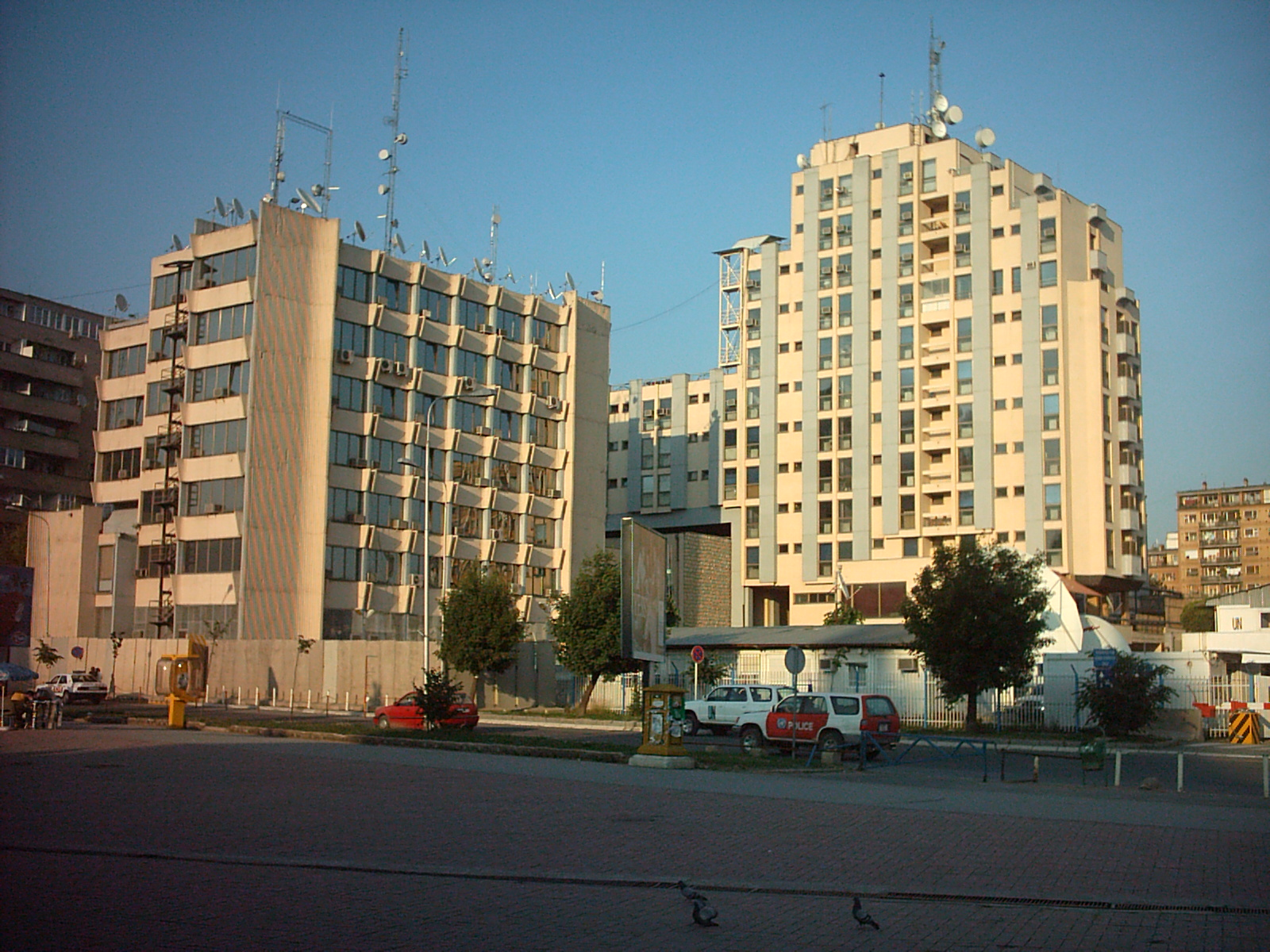
Sede da UNMIK.

### Segurança
De acordo com o relatório de análise sobre as atividades da polícia região de Pristina de 2007, existem 1 500 oficiais de polícia do Kosovo em nove delegacias, três subdelegacias e três unidades regionais. O município de Pristina é coberto pela Força-Tarefa Multinacional Central (MNTF C) da KFOR com a Irlanda como nação líder desde 31 de julho de 2007.

## Demografia

### Império Otomano
Os otomanos começaram a realizar levantamentos censitários na Rumélia em 1486. As populações aproximadas reportadas foram:
- 1486: 392 famílias
- 1487: 412 residências cristãs e 94 residências muçulmanas
- 1569: 692 famílias
- 1669: 2 060 famílias
- 1685: 3 000 famílias
- 1689: 4 000 famílias

A partir de 1850, as pesquisas passaram a ser conduzidas na Viyalet de Kossovo. As populações reportadas foram:
- 1850: 12 000 cidadãos, em 3 000 famílias
- 1902: 18 000 cidadãos, em 3 760 famílias

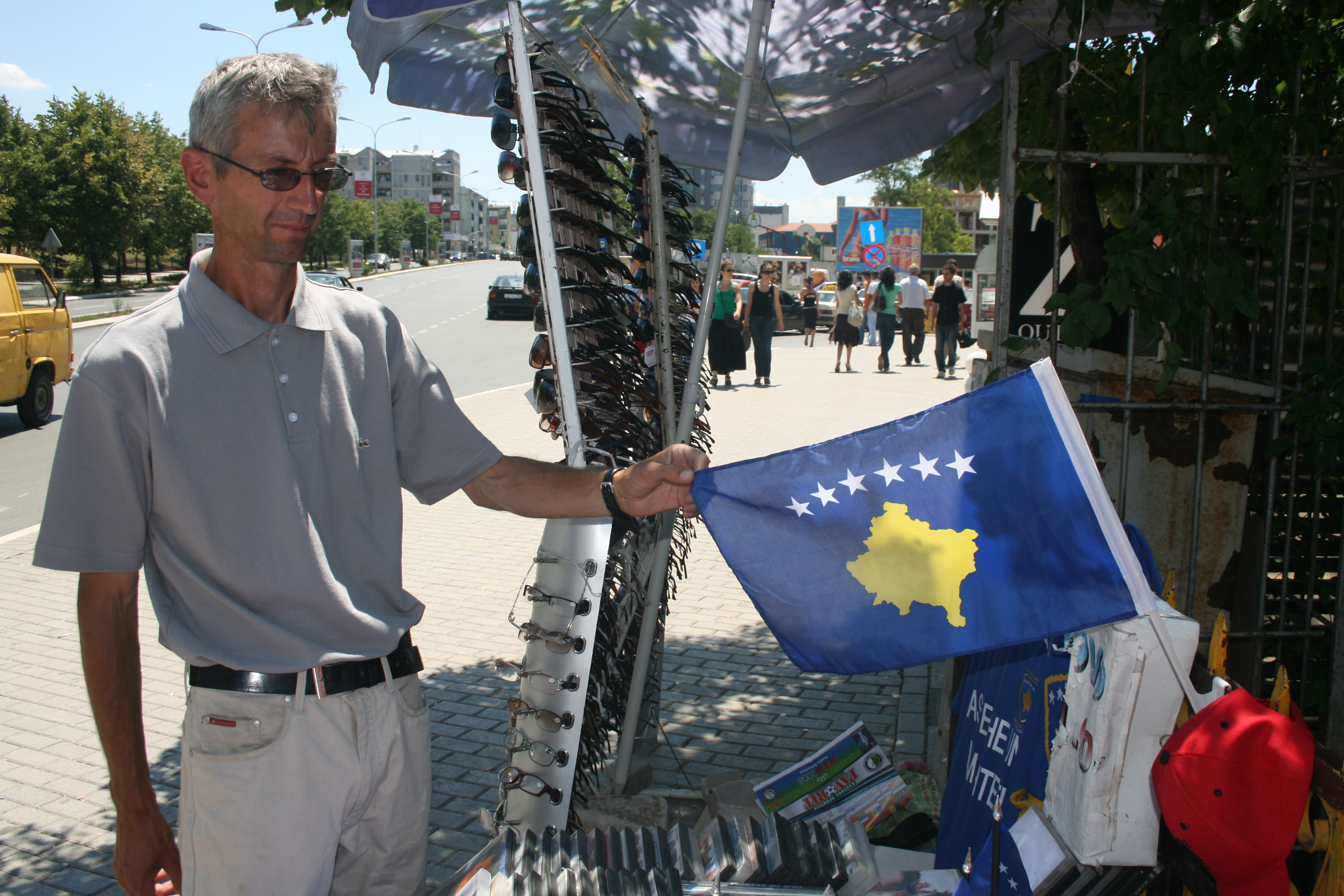
Vendedor de rua mostra a nova bandeira do Kosovo.

### Sérvia e Reino da Iugoslávia
- O censo oficial de 1921 conduzido pelo Reino dos Sérvios, Croatas e Eslovenos registrou 14 338 cidadão.
- O censo oficial de 1931 organizado pelo Reino da Iugoslávia registrou 18 358 habitantes, distribuídos da seguinte forma segundo a língua materna:
  - turco - 7 573 (41%)
  - sérvio - 5 738 (31%)
  - albanês - 2 351 (13%)
  - outras línguas (romani, circassiano etc.) - 2 651 (14%)

### Iugoslávia Socialista
O censo oficial de 1948 da Província Autônoma de Kosovo e Metohija organizado pelo governo da República Popular da Sérvia sob governo da República Federativa Popular da Iugoslávia registrou 19 631 cidadãos em 4 667 famílias.

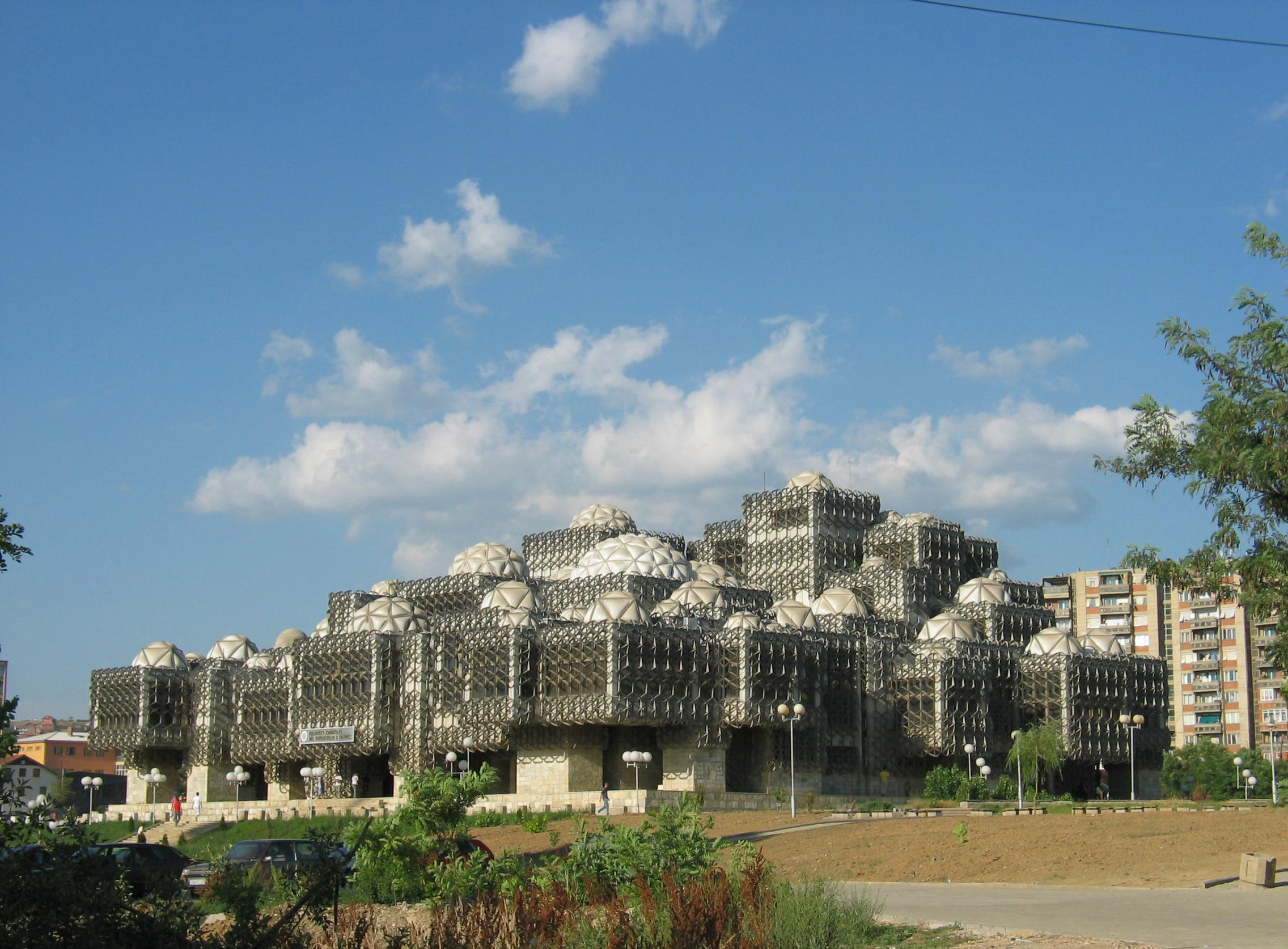
Biblioteca Pública Nacional.

O censo oficial de 1953 da Província Autônoma de Kosovo e Metohija organizado pelo governo da Sérvia sob governo da Iugoslávia registrou 24 229 cidadãos, sendo:
- 9 034 albaneses (37%)
- 7 951 sérvios e montenegrinos (33%)
- 4 726 turcos (20%)
- 2 518 Roma e outros (10%)

O censo oficial de 1961 da Província Autônoma de Kosovo e Metohija organizado pelo governo da República Socialista da Sérvia sob governo da República Socialista Federativa da Iugoslávia registrou 38 593 cidadãos em 9 095 famílias, sendo:
- 19 060 albaneses (49%)
- 14 695 sérvios e montenegrinos (38%)
- 404 croatas (1%)
- 195 Roma

O censo oficial de 1971 da Província Socialista Autónoma do Kosovo organizado pela República Socialista da Sérvia sob governo da República Socialista Federativa da Iugoslávia registrou 69 514 cidadãos em 14 813 famílias:
- 40 873 albaneses (59%)
- 19 767 sérvios e montenegrinos (28%)
- 4 119 Roma (6%)

O censo oficial de 1981 da Província Socialista Autónoma do Kosovo organizado pela República Socialista da Sérvia sob governo da República Socialista Federativa da Iugoslávia registrou 108 083 cidadãos em 21 017 famílias:
- 75 803 albaneses (70%)
- 21 067 sérvios e montenegrinos (19%)
- 5 101 Roma (5%)
- 2 504 muçulmanospor nacionalidade (2%)

De acordo com o último censo de 1991 (boicotado pela maioria albanesa), a população do município de Pristina era 199 654, incluindo 77,63% albaneses, 15,43% sérvios e montenegrinos, 1,72% muçulmanos por nacionalidade e outros. Este censo não pode ser considerado exato uma vez que foi baseado em registros anteriores e estimativas.
Em 2004, foi estimado que a população excedia meio milhão de habitantes, e que os albaneses representavam cerca de 98% da população. A população sérvia na cidade tem caído significativamente desde 1999, muitos dos sérvios da cidade fugiram ou foram expulsos após o fim da guerra. No início de 1999, Pristina possuía cerca de  230 000 habitantes, existiam mais de 40 000 sérvios e cerca de 6 500 roma, sendo o restante albaneses.
| Composição étnica, incluindo IDPs¹ |           |      |         |      |       |     |         |     |         |
| Ano | Albaneses | %    | Sérvios | %    | Roma  | %   | Outros² | %   | Total   |
| censo 1991³ | 161 314   | 78,7 | 27 293  | 13,3 | 6 625 | 3,2 | 9 861   | 4,8 | 205 093 |
| 19984 | N/A       | N/A  | N/A     | N/A  | N/A   | N/A | N/A     | N/A | 225 388 |
| Estimativa de fevereiro/20005 | 550 000   | 97,4 | 12 000  | 2,2  | 1 000 | 0,1 | 1 800   | 0,3 | 564 800 |
| Fonte: OSCE Priština municipal profile PDF (511 KB), junho/2006, página 2 (Tabela 1.1). 1. IDP: Deslocados internos. 2. Outros incluem montenegrinos, eslavos muçulmanos (muçulmanos por nacionalidade), turcos, etc. 3. Números de 1991 do Instituto de Estatísticas da República Socialista Federativa da Iugoslávia. Nota-se que o censo de 1991 foi altamente politizado e, portanto, não confiável. 4. Números de 1999 do UNHCR, "Lista de Povoações de Kosovo", 9 de março de 1999 (estimativa da população de 1998, excluindo deslocamento forçado). 5. Números de 2001 do KFOR – MNB (c) e, para os números dos minoritários, do OSCE/UNHCR ‘Situação das minorias étnicas em Kosovo’, fevereiro de 2001. |           |      |         |      |       |     |         |     |         |

## Localidades
O território do município de Pristina possui 44 localidades:
Primeiro nome em albanês e o segundo em sérvio.
| - Hajvali/Ajvalija - Hajkobillë/Ajkobila - Badovc/Badovac - Ballaban/Balaban - Barilevë/Bariljevo - Besi/Besinje - Busi/Businje - Vranidoll/Vrani Do - Gllogovicë/Glogivica - Bërnica e Epërme/Gornja Brnjica - Graçanicë/Gračanica - Grashticë/Graštica - Dabishevc/Dabiševac - Devet Jugoviq/Devet Jugovića - Bërnica i Ultë/Donja Brnjica - Dragovc/Dragovac | - Drenovc/Drenovac - Zlatare/Zlatare - Kaçekollë/Kačikol - Kosllovicë/Kojlovica - Koliq/Kolić - Kukavicë/Kukavica - Llapje Sellë/Laplje Selo - Lebanë/Lebane - Llukar/Lukare - Makovc/Makovac - Marevc/Marevce - Matiqan/Matičane - Mramor/Mramor - Nishevc/Niševce - Novosellë/Novo Selo - Orlloviq/Orlović | - Preoc/Preoce - Prishtinë/Priština - Prapashtica/Prapaštica - Prugovc/Prugovac - Radoshevc/Radoševac - Rimanishtë/Rimanište - Siqevë/Sićevo - Slivovë/Slivovo - Sofali/Sofalija - Sushicë/Sušica - Tenezhdoll/Teneš Do - Trudë/Trudna - Caglavica/Čaglavica - Sharban/Šarban - Shashkovc/Šaškovac |

## Educação

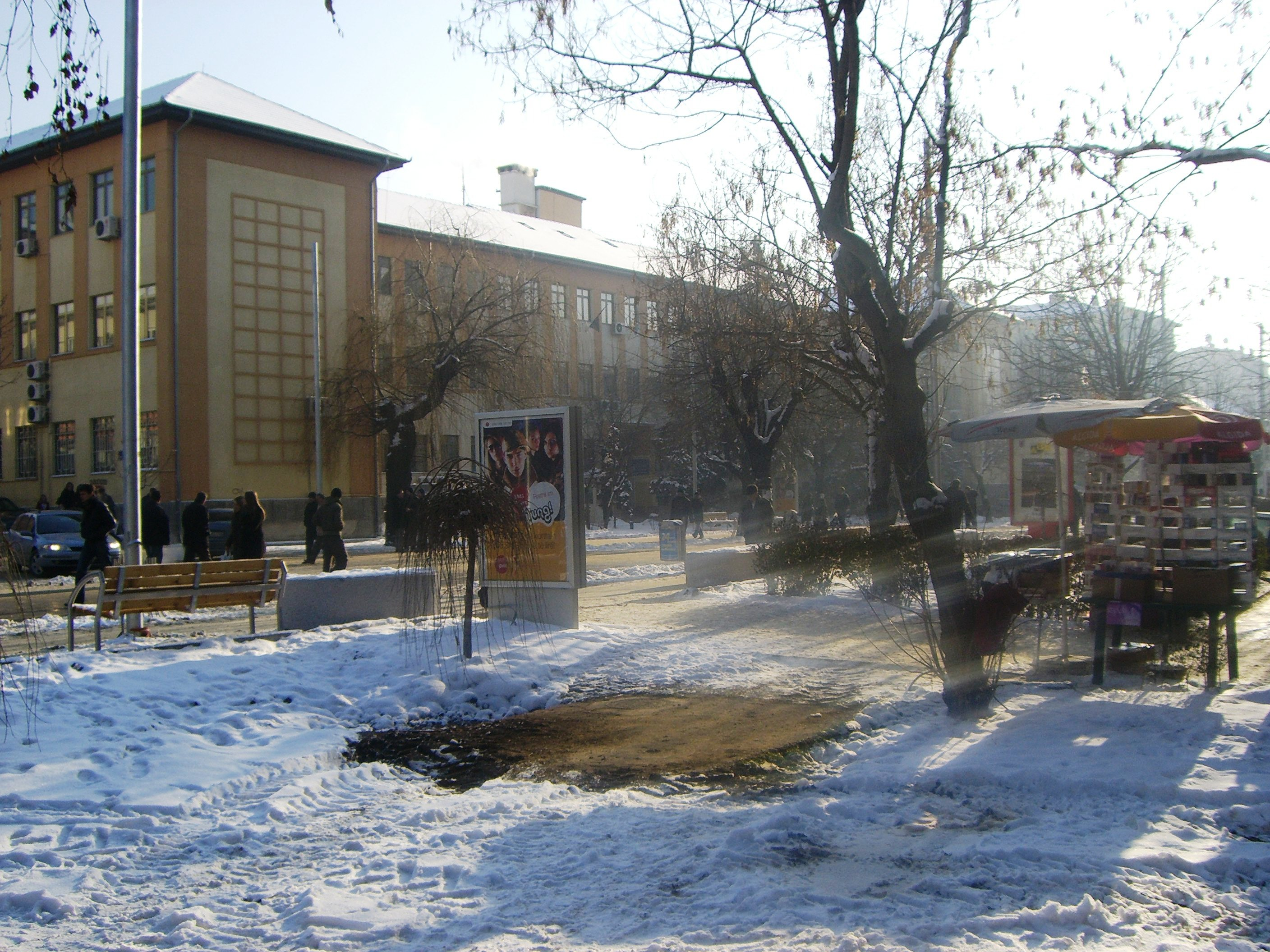
Ministério da Cultura.

O município de Pristina possui 37 escolas primária, o número total de estudantes é mais de 33 575. Existem duas escolas onde turcos do Kosovo e bósnios podem ser ensinados em suas línguas maternas. Há também 12 escolas secundárias com um total de 12 406 estudantes. Existe uma enorme necessidade por construções adicionais especialmente para escolas secundárias. Além disso, o ensino pré-escolar (9 escolas, 1 600 crianças) e o ensino especial para for crianças deficientes estão disponíveis no município. Existem 13 escolas nas áreas habitadas por sérvios do Kosovo, sendo 8 secundárias, 4 primárias e uma pré-escola.

## Locais de interesse

### Museus

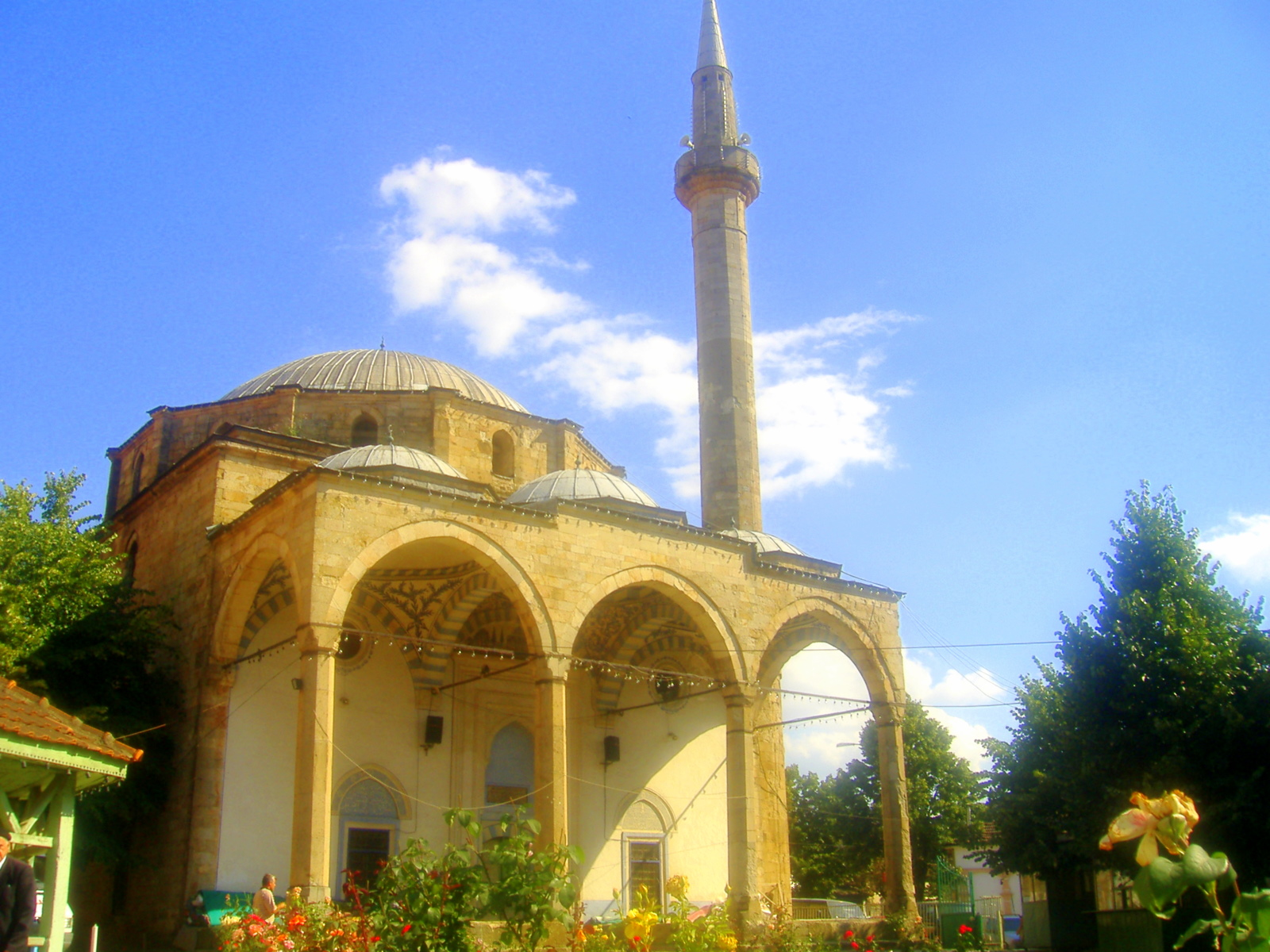
Mesquita Imperial.

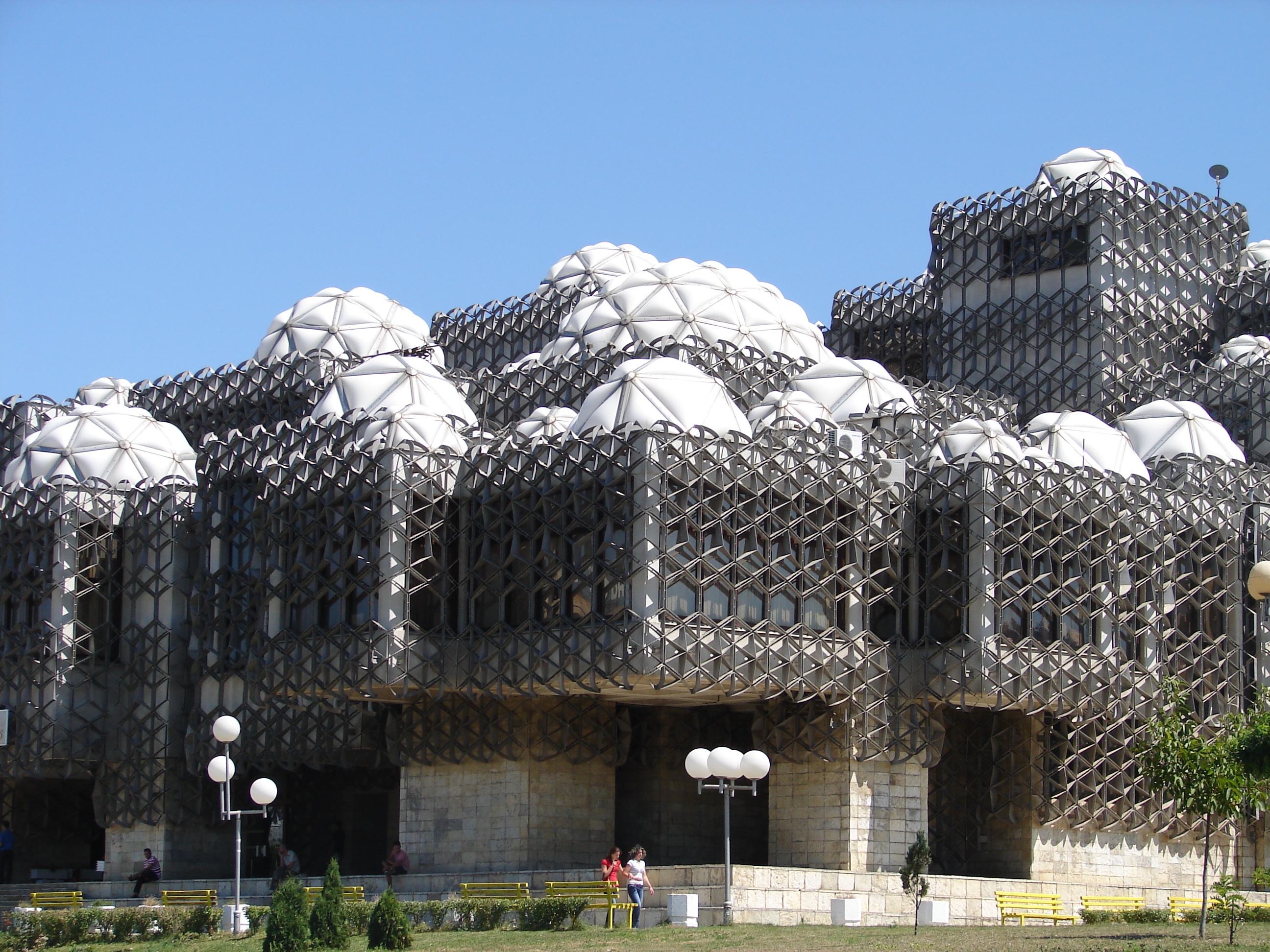
Biblioteca Nacional.

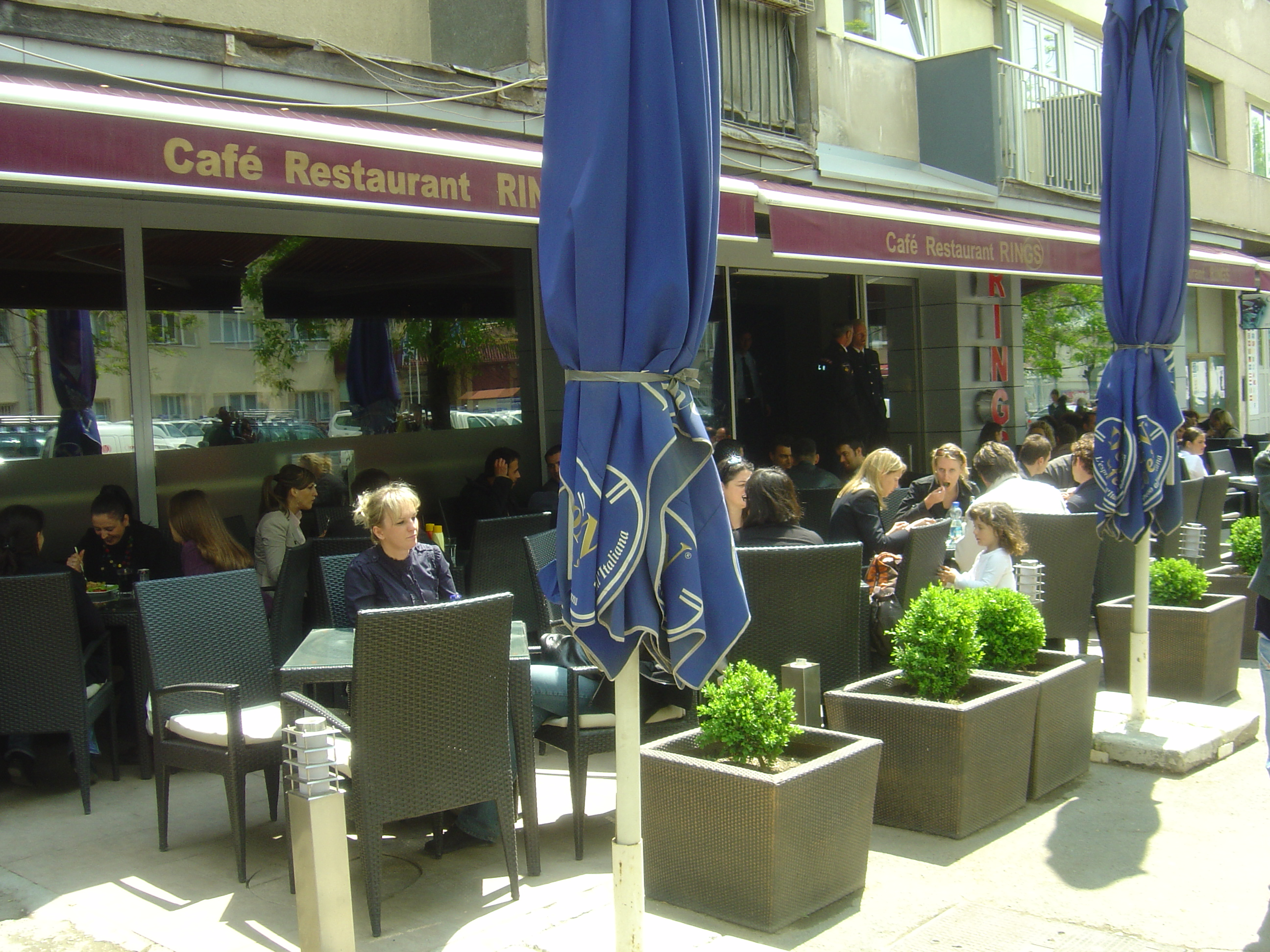
Café em Pristina.

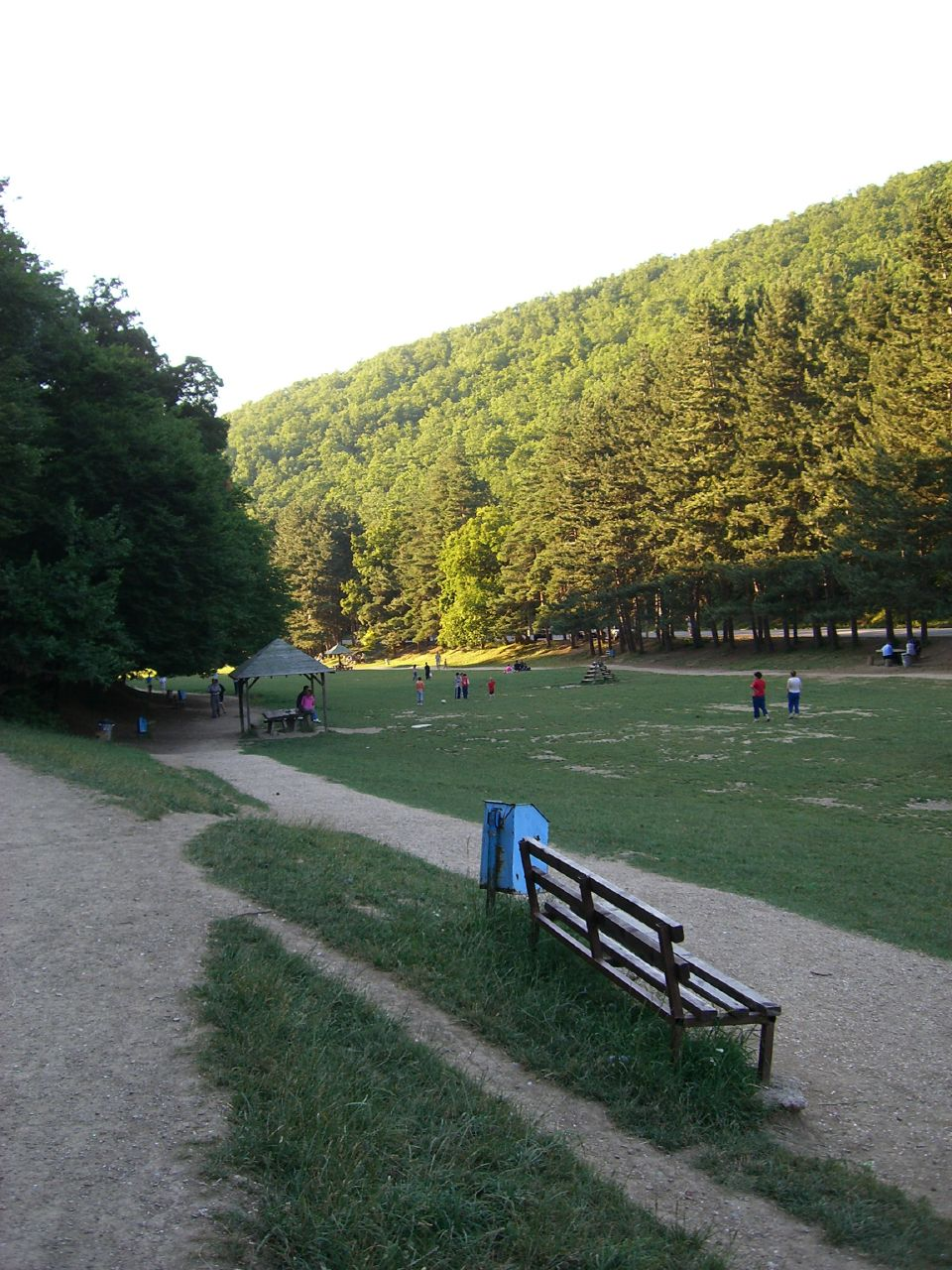
Gërmia Park.

- Museu Ethnographic (Muzeu Etnologjik, Complexo Emin Gjiku): uma bela casa do século XVIII, localizada em um complexo murado com vários outros edifícios, é a único construção original que sobrou na área do antigo bazar. Antiga propriedade de Emin Gjinolli e sua família, o complexo foi transformado em museu em 2006. Pode se conhecer sobre a  arquitetura tradicional típica da região e admirar as alas separadas de hóspede e da família da casa, preenchidas com exposições sobre roupa, rituais de nascimento e sepultamento, artesanatos e muito mais.[17]
- Museu da Independência (Casa da independência do Kosovo Dr. Ibrahim Rugova): um novo museu sobre a história recente do Kosovo, localizado em uma reconstrução da pequena casa de dois cômodos usada por Ibrahim Rugova. Caixas de vidro apresentam vários objetos relacionados com os acontecimentos que levaram à independência do Kosovo;[17]
- «Galeria de Arte Kosovar». : atrás da Biblioteca Nacional, esta construção relativamente grande é composta de duas salas de exposição, que abrangem quase 500 metros quadrados e que apresenta trabalhos de artistas locais e principalmente jovens. O museu é operado pelo Ministério da Cultura, Juventude e Esportes.[18]
- Museu do Kosovo: está localizado em uma habitação construída pelo austríacos para o exército turco em 1898, e  usada pelo exército nacional iugoslavo nacional até 1975. O museu possuía uma rica coleção de objetos pré-históricos descobertos no Kosovo — estes foram todos levados para Belgrado, pouco antes dos problemas começarem em 1998, e centenas de descobertas arqueológicas e objetos etnográficos ainda terão que ser devolvidos. A extensa exposição permanente de arqueologia detalhe a vida na região nos períodos iliriano, dardaniano e romano. A atração principal é a estátua de 6000 anos Hynesha në Fron (Deusa em um trono), encontrada em Tjerrtorja em 1956 e retornada para Pristina em 2002.[17]
- Museu Ferroviário do Kosovo: exibição em uma única sala localizada dentro da estação ferroviária Fushe Kosovo dedicada às ferrovias.[17]

### Pristina Otomana
- Prédio da Academia: ao lado da Torre do Relógio existe uma construção no estilo otomano do século XIX. Atualmente é usada pela Academia de Artes e Ciências;[17]
- Mesquita Çarshia (Xhamia e Çarshisë): a "mesquita mercado" é o mais antigo edifício de Pristina, construído no século XV pelo sultão turco Bajazit para comemorar a vitória de 1389. A mesquita de uma única dependência encontra-se abandonada em frente ao Museu do Kosovo;[17]
- Bazaar: o grande bazar é a área mais movimentadas de Pristina, está localizada a leste do Rruga Ilir Konusheci. Embora a maior parte dela foi destruída na década de 1950, ainda hoje mantém a atmosfera agitada típica de todos os mercados dos Balcãs. Todos os tipos de mercadorias estão a venda: frutas, verduras, bandeiras albanesas, cigarros, utensílios de cozinha, peças de carro, celulares e muito mais;[17]
- Torre do Relógio (Kulla e Sahatit): toda cidade-mercado no Império Otomano precisava de uma torre do relógio para que o fiel soubesse quando rezar e quando fechar e reabrir as lojas, de modo que nenhum comerciante pudesse ter vantagem por ficar aberto por mais tempo. A torre de 26 metros do século XIX é muito parecida com a de Skopje. Foi construída por Jashar Paşa, ao lado da mesquita que traz seu nome, no centro da área do antigo bazar, e foi feita com arenito e tijolos. O sino original, proveniente da Moldávia, foi roubado em 2001. Um novo relógio elétrico foi instalado com a ajuda das tropas francesas do KFOR.[17]
- Mesquita Fatih ou Mesquita Imperial (Xhamia e Mbretit): A mais grandiosa construção de Pristina, possui uma bela cúpula de 15 metros apoiada em pilares, uma proeza arquitetônica na época de sua construção. Está localizada em frente a Torre do Relógio, foi construída em 1461 durante o governo do Sultão Maomé II, o Conquistador, conforme consta no entalhe árabe sobre a porta principal. No interior, decorações florais pintadas e arabescos enfeitam paredes e teto. O minarete foi reconstruído, após o original ter sido danificado durante um terremoto em 1955. A mesquita foi brevemente transformada em uma igreja durante as guerras austro-turcas de 1690–1698. Nas orações que ocorrem às sextas-feiras, a congregação estende-se para o pátio e até mesmo para a rua para orar.[17]
- Grande Hamam (Hamami i Madh): construído em 1470 e localizado próximo a Mesquita Fatih, o maior banho remanescente de Pristina encontra-se em restauração pois seu estado era lastimável. O banho público é formado por um par simétrico de banhos dentro de um complexo, uma para homens e outro para mulheres. O complexo é enfeitado por 15 cúpulas, com pequenos furos para permitir a entrada da luz;[17]
- Prédio do IMMK (Instituto para a Proteção de Monumentos do Kosovo): localizado a cerca de 150 metros da Torre do Relógio, esta casa reconstruída que pertenceu a família Kocadishi, representa uma típica casa de mercador otomana do século XIX;[17]
- Mesquita Jashar Paşa: ao lado do Prédio da Academia, esta mesquita do século XVI (concluída bem depois no século XIX) é similar em arquitetura e decoração interior a Mesquita Carsi. O pórtico original foi demolido para dar lugar a uma estrada mais larga.[17]
- Fonte Shadërvani: a fonte de mármore Shadërvani, localizada atrás da mesquita Çarshia Mesquita, é um dos últimos bebedouros públicos remanescentes em Pristina.[17]

### Pristina iugoslava
- Catedral de Cristo o Salvador: obra das aspirações nacionalistas sérvia, a Catedral Ortodoxa Sérvia encontra-se inacabada, está localizada na praça Sheshi Hasan Prishtina, ao lado da Biblioteca Nacional. Sua construção foi iniciada em 1995 e a conclusão estava prevista para 1999. Durante e desde a guerra ela tem sido foco de ataques, grafite e vandalismo, no entanto, continua de pé e protegida pelas Nações Unidas e arame farpado. Ninguém pode usar ou mudar a Catedral sem a permissão da Igreja Ortodoxa Sérvia;[17]
- Monumento da Irmandade e Unidade: este monumento de 15 metros de altura parece um dardo de concreto. As três colunas finas que se juntam próximo ao topo simbolizam a "unidade e irmandade" (slogan iugoslavo) dos três povos do Kosovo (albaneses, sérvios e montenegrinos). O monumento está rodeado por arame farpado enferrujado;[17]
- «Livraria Nacional». : a extraordinária Biblioteca Nacional de Pristina foi projetada pelo arquiteto croata Andrija Mutnjakovic. O exterior da gigantesca construção de 16 500 metros quadrados apresenta um total de 99 cúpulas de vidro brancas de diferentes tamanhos e está totalmente coberta por uma rede de pesca de metal. A biblioteca chegou a ser um enorme depósito de literatura albanesa, grande parte, destruída no início da década de 1990 por Slobodan Milosevic. O interior, também encantador, possui algumas fotos da antiga Pristina e ainda contém mais de 5.000 excelentes exemplares de livros antigos e raros e manuscritos do século XVI. A biblioteca também possui muitos títulos estrangeiros e a associação é aberta a qualquer pessoa;[17] ref stripmarker character in |outros= at position 738 (ajuda)
- Monumento Nacional dos Mártires: localizada no Parque dos Mártires, próximo ao túmulo do presidente Rugova, o Monumento dos Mártires da época da Iugoslávia homenageia os partidários que morreram durante a liberação da região na Segunda Guerra Mundial. Encontra-se abandonado e vandalizado. Oferece belas vistas da cidade e das montanhas;[17]
- Palácio da Juventude e Esportes (Pallati i Rinisë dhe i Sporteve): construído em 1977, é um bom exemplo do planejamento urbano da era iugoslava. Em 1981, o complexo desportivo e o centro comercial foram adicionados. O centro da juventude possui uma sala de reunião, discoteca, salas de concerto e esportes, etc.[17]

### Parques
- Gërmia Park: localizado nas colinas a leste da cidade, possui uma piscina popular ao ar livre do tamanho de um lago e uma enorme floresta para passear;[17]
- Parku i Qytetit (Parque da Cidade): localizado a leste do centro o parque é uma área agradável e limpa com caminhos de concreto, árvores e locais para sentar e jogar xadrez à sombra;[17]
- Parku i Taukbahqes: belo parque próximo a área do bazar. Árvores antigas e altas criam um ambiente agradável, com sombras no verão e folhagens coloridas no outono.[17]

## Cidades-irmãs
Pristina é geminada com:
- Ankara, Turquia.
- Durrës, Albânia.
- Karachi, Paquistão.
- Tirana, Albânia[19]